# Mihovil Pavlinović
Mihovil Pavlinović (Podgora, 28. siječnja 1831. – Podgora, 18. svibnja 1887.), hrvatski političar, književnik i katolički svećenik.

## Životopis
Rodio se 28. siječnja 1831. u Podgori. Završio je osnovnu školu u Makarskoj, a zatim i sjemenišnu gimnaziju u Splitu. Za svećenika je zaređen 1854. godine. Prvu pastoralnu službu obavljao u Drašnicama. Nakon godinu dana, 1855., bio je imenovan župnikom rodnog mjesta Podgore. Na toj je dužnosti ostaje do 1870. godine.
Jedan je od utemeljitelja i vođa Narodne stranke i hrvatskog preporoda u Dalmaciji, a čitavog života zagovarao je sjedinjenje Dalmacije s ostatkom Hrvatske. Bio je među prvim hrvatskim političarima koji je prepoznao da se iza širenja srpske ideje odnosno toga što su Srbi povlađivali nadnacionalnim imenima na štetu hrvatskog imena kod Hrvata: jugoslavenstvu, slavjanstvu, ilirstvu i dr. da se iza toga zapravo sije i provlači srpstvo ondje gdje ga nikad bilo nije.
Stoga je program Narodne stranke u Dalmaciji, objavljen 1869. kao Hrvatska misao definirao kao program kojeg bi se trebalo sprovesti u cijeloj Hrvatskoj, ne samo u Dalmaciji, a ukratko se sastojao od tri osnovna načela: samostalnosti i cjelokupnosti Hrvatske te hrvatskog ustava. Dok su u Narodnoj stranci iz drugog dijela raskomadane Hrvatske, habsburškoj pokrajini Hrvatskoj i Slavoniji odnosno Vojnoj krajini još držali to neodređeno nadnacionalno ime "da se ne zamjere Srbima zbog zajedničke ideje", Pavlinović je te skrivene srpske namjere prepoznao, shvativši da Hrvatima time žele oteti domovinu ("....za čim Srbi zapravo teže, da teže oteti nam domovinu."), zbog čega je svoj stranački program obojio hrvatskim atributima, umjesto neodređenih "slovinskih, ilirskih" i sl. koja su zatajivala hrvatstvo.
Bio je narodni zastupnik u Dalmatinskom saboru od 1860. godine. U Dalmatinskom saboru održao je prvi govor na hrvatskom jeziku. Kasnije je bio izabran za zastupnika u Carevinsko vijeće 1873., 1879. i 1885. godine. Josip Juraj Strossmayer predložio ga je za kanonika Hrvatskog zavoda sv. Jeronima u Rimu te je bio imenovan 1867. godine.
Osnivač je i urednik narodničkog glasila Narodni list/Il Nacionale. 
Umro je 18. svibnja 1887. u Podgori.

## Zanimljivosti
Hrvatski književnik August Šenoa posvetio je Seljačku bunu, svoj povijesni roman o događajima iz 16. stoljeća, upravo Mihovilu Pavlinoviću.

## Djela
- „Različiti spisi”
- „Hrvatski razgovori”
- „Hrvatski razmišljaji”
- „Puti”
- „O vjeri i politici”
- „Misao hrvatska i misao srpska u Dalmaciji od 1848-1882”
- „Razgovori o hrvatstvu, srpstvu i jugoslavenstvu”

### Članci
- Soldo, Josip Ante. 1987. Don Mihovil Pavlinović. Crkva u svijetu. Sveučilište u Splitu - Katolički bogoslovni fakultet. Split. 22 (3): 262–266
- Bezić, Srećko. 1978. Svećenički lik Mihovila Pavlinovića. Crkva u svijetu. Sveučilište u Splitu - Katolički bogoslovni fakultet. Split. 13 (1): 71–80